# Matthias Withoos
Matthias Withoos, dit aussi Calzetta Bianca ou Calzetti, né à Amersfoort (Provinces-unies) en 1627 et mort à Hoorn en 1703, est un peintre du siècle d'or néerlandais.
Auteur, entre autres de nature morte et de panoramas, son style, proche de celui d'Otto Marseus van Schrieck, est reconnaissable par le détail des insectes, des reptiles et des sous-bois à l’avant-plan de ses peintures,.

## Biographie
Matthias Withoos apprend son art auprès de Jacob van Campen, qui enseignait la peinture dans la région de Randenbroek, près d’Amersfoort, puis auprès d’Otto Marseus van Schrieck. En 1648, en compagnie de Marseus van Schrieck, et peut-être aussi de Willem van Aelst, Withoos entreprend un voyage à Rome. Là, il se lie avec le groupe de peintres principalement néerlandais des Bentvueghels ; ils lui donneront le surnom de Calzetta Bianca, ce qui veut dire « chausse blanche », une traduction littérale en italien de son nom de famille. En Italie, son travail plaît au cardinal Leopold de Medicis qui lui passe commande de plusieurs œuvres.
En 1652, Withoos retourne dans sa ville natale. En 1672, appelée la rampjaar (l’année désastreuse) en néerlandais, les troupes françaises occupent Amersfoort ; dès lors, Withoos émigre à Hoorn, où il vivra jusqu’à sa mort en 1703.
En suivant les pas de son maître comme peintre de panoramas, son élève Caspar van Wittel contribua à développer le genre d’architecture appelé vedute à Rome. Parmi les sept enfants de Withoos, plusieurs continuèrent sur la voie tracée par leur père, notamment la dessinatrice de plantes Alida Withoos.
Jan Pietersz Zomer, marchand d'art proche de Withoos, décrit au biographie Arnold Houbraken une fin de vie difficile de Withoos : il souffrait d'arthrite si sévèrement que « ses doigts étaient repliés comme des serres d'aigle », ce qui l'avait empêché de travailler pendant plusieurs mois.

## Œuvre

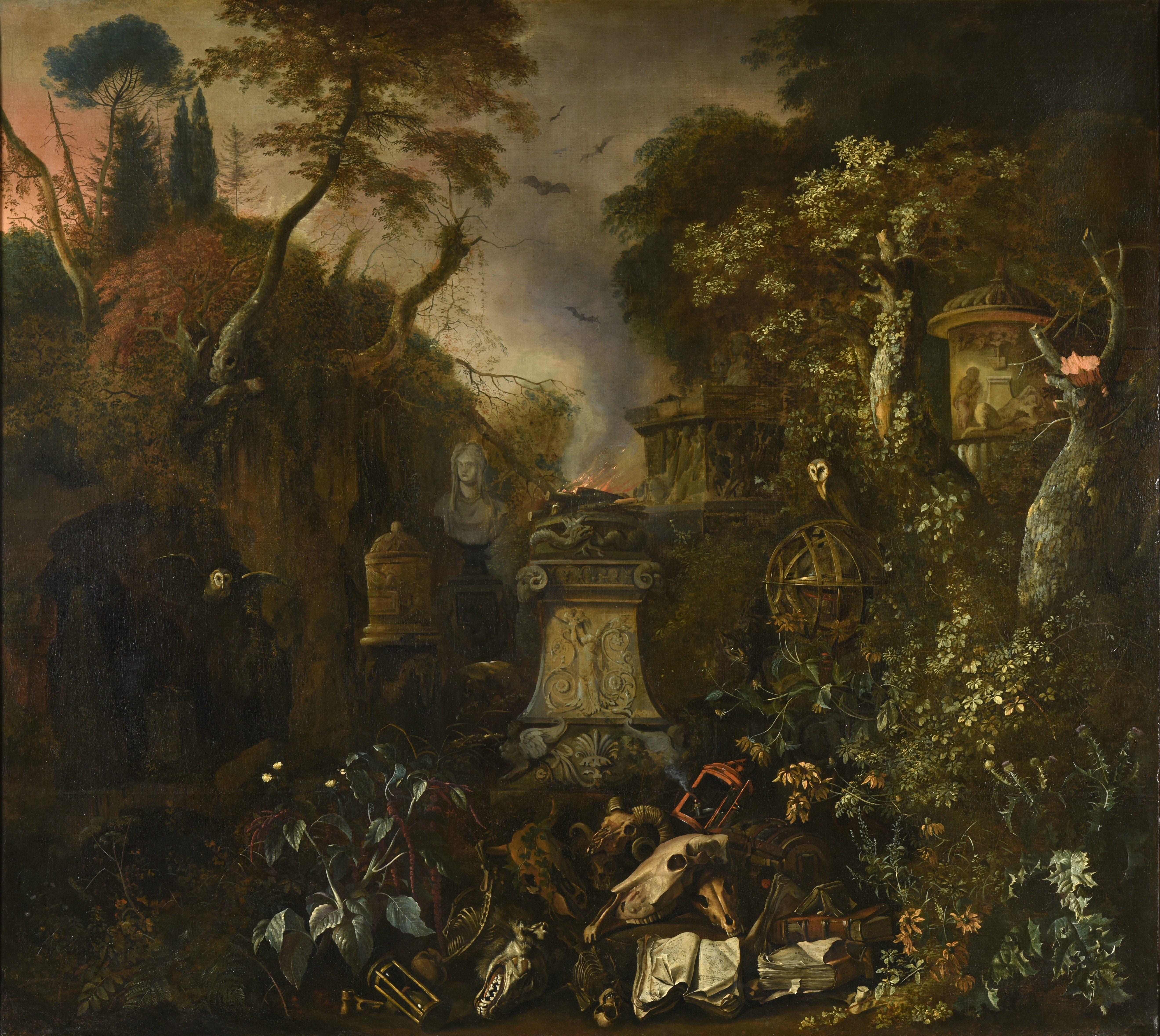
Paysage de cimetière la nuit, musée des Beaux-Arts de Reims.

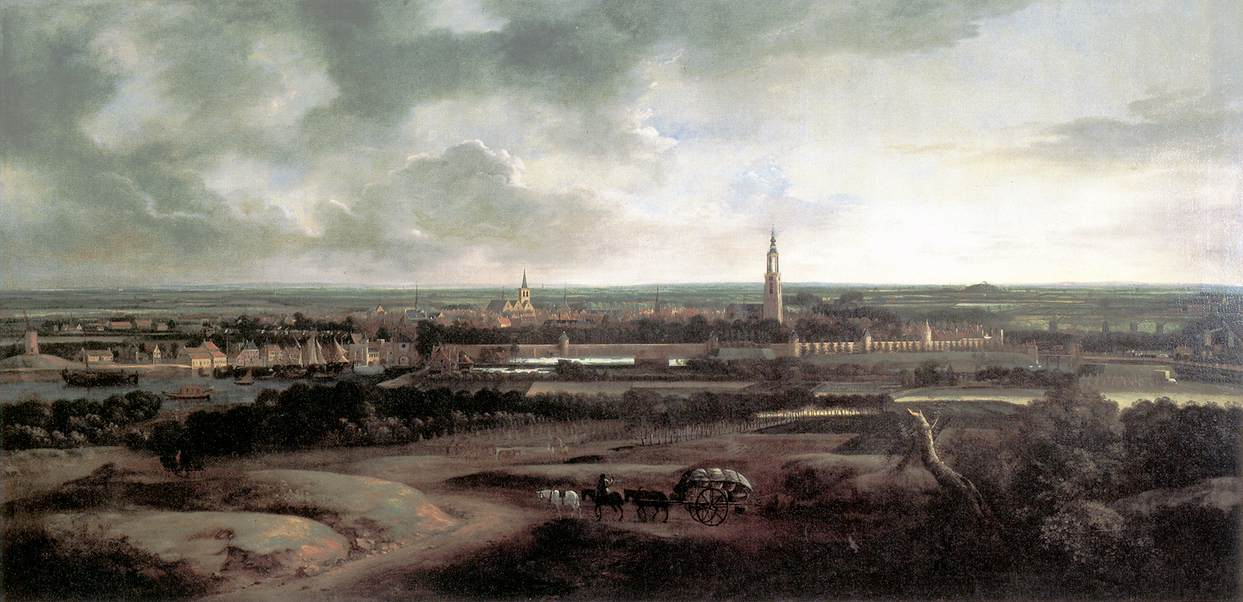
Vue d'Amersfoort (vers 1671), Amersfoort, Museum Flehite.

Les natures mortes de Withoos, tout comme celle de son maître Otto Marseus van Schrieck, sont remarquables pour les vues en gros plans de plantes sauvages sombres et mystérieuses et de sous-bois peuplés d’insectes, de reptiles et d’autres créatures de la nature. Ces peintures, dont bon nombre comportent un élément de vanité, furent populaires auprès de collectionneurs de peintures de cabinet.
- Bourg-en-Bresse, musée municipal : Nature morte aux oiseaux.
- Reims, musée des Beaux-Arts : Paysage de cimetière de nuit[7]

Le tableau Mors omnia vincit (vers 1660) est conservé à La Fère au musée Jeanne d'Aboville. « Cette étrange et fascinante allégorie de la Vanité est dominée par le buste de Sénèque, autour duquel sont répartis, voire entassés en un luxueux désordre, de multiples éléments évoquant explicitement la mort et tout ce que la vie terrestre a de superficiel.[réf. nécessaire] »
Le tableau Vue de la ville d’Amersfoort (Gezicht op de stad Amersfoort) fut acquis en 2001 par le Museum Flehite (nl) de cette ville. Cette œuvre de 2,5 × 4 m est l’une des plus importantes parmi les vues de villes néerlandaises. 
- Vue d’Amersford, depuis l’ouest (Gezicht op Amersfoort vanuit het westen), date inconnue (Museum Flehite, Amersfoort)[8]
- Vue d’Amersford (Gezicht op Amersfoort vanuit het westen), date inconnue (Museum Flehite, Amersfoort)[8]

Deux versions du tableau Le Grashaven étaient conservées au Westfries Museum (nl) de Hoorn jusqu’à fin 2005, date à laquelle elles furent volées l’une comme l’autre.
- Le Grashaven à Hoorn, avec sur le quai une nature morte de poissons et de paniers (De Grashaven in Hoorn, met op de kade een stilleven van vissen en manden), 1675 (Rijksmuseum, Amsterdam)

### Autres œuvres
- Vue de Lyon (Gezicht op Lyon), daté 1660 ou 1662 (St. Pieters- en Bloklandsgasthuis, Amersfoort)[9]
- Terrasses fleuries dans les jardins de la Villa d'Este, huile sur toile, 101 × 140 cm, Collection privée, Vente Tajan 2009[10]